# Имунотерапия
Имунотерапията е част от имунологията, като дял в медицината, наричано още биологична терапия, който се занимава с лечението на заболявания, ревматологични, заразни и други, чрез прилагането на имуноактиватори, имуностимулатори и други. В онкологията, например, имунотерапията използва имуностимулатори върху механизмите на имунната система, които да блокират онкологични процеси, и за да предизвика реакция върху или спрямо туморните клетки, за да предизвика обратен процес, на оздравяването им или на отхвърлянето им от организма, без намеса като химиотерапия или лъчетерапия. Едновременното използване на имунотерапията заедно с химиотерапия се нарича имунохимиотерапия, а ако е заедно с лъчетерапия, се нарича имунолъчетерапия.
Имуностимулаторите са вид имуномодулатори. 
Активацията на определени функции на имунната система при имунотеррапията е само част от терапията, която може да има все пак добър ефект, но прилагането на имуностимуланти, предполага по-обширни възможности на имунотерапията. 
Имуноподтискащите лекарства могат да имат ефект върху някои ревматологични заболявания, от типа автоимунни, както и в алергологията. 
Имунна толерантност е тип терапия, която се използва в алергологията. 